# Iwa Karagjosowa
Iwa Karagjosowa (geborene Schkodrewa (bulgarisch Ива Карагьозова (Шкодрева), englisch Iva Karagiozova-Shkodreva), * 21. September 1971 in Samokow) ist eine ehemalige bulgarische Biathletin.
Iwa Schkodrewa gewann 1988 in Antholz mit einem Einzel ihr erstes Biathlon-Weltcup-Rennen. In Ruhpolding gewann sie in der Saison kurz darauf auch ihr zweites Rennen. 1989 nahm sie in Feistritz erstmals an Biathlon-Weltmeisterschaften teil und wurde mit der Mannschaft Vierte.
Im Mannschaftswettbewerb 1990 in Oslo gewann sie mit Bronze ihre erste Weltmeisterschaftsmedaille. Im Folgejahr gelang ihr im Einzel als Dritte der Sprung aufs Siegerpodest, mit der Mannschaft gewann sie die Silbermedaille. 1992 bei der Premiere des Frauenbiathlon bei Olympia trat sie erstmals bei Olympischen Winterspielen an. In Albertville war ihre beste Platzierung ein vierter Platz mit Nadeschda Alexiewa und Silwana Blagoewa mit der Staffel. Im Gesamtweltcup belegte sie in dieser Saison den zehnten Platz. 1993 gewann sie in Antholz ihr drittes und letztes Weltcuprennen, wiederum ein Einzel. Dennoch war Karagjosowa noch weitere zehn Jahre international aktiv.
1994 startete die Bulgarin zum zweiten Mal bei Olympischen Spielen und wurde in Lillehammer im Sprint Elfte. In Ruhpolding belegte Karagjosowa letztmals einen herausragenden Platz bei einem Großereignis. Im Einzel wurde sie Sechste. Danach konnte sie bei solchen Ereignissen höchstens in den Sprintrennen gute Platzierungen erreichen. Ausnahme blieben gute Ergebnisse bei den Europameisterschaften. 2000 gewann sie den Titel im Einzel bei den Titelkämpfen in Kościelisko. Im folgenden Jahr gewann sie in Haute-Maurienne Einzelbronze. Bei den Spielen von Salt Lake City wurde sie mit der Staffel 2002 Vierte und verpasste erneut knapp eine olympische Medaille. Zu Beginn der folgenden Saison erreichte sie mit der bulgarischen Staffel ihr letztes größeres Erfolgserlebnis im Weltcup. Mit Pawlina Filipowa, Ekaterina Dafowska und Nina Kadewa wurde sie in Östersund Staffeldritte.

## Biathlon-Weltcup-Platzierungen
Die Tabelle zeigt alle Platzierungen (je nach Austragungsjahr einschließlich Olympische Spiele und Weltmeisterschaften).
- 1.–3. Platz: Anzahl der Podiumsplatzierungen
- Top 10: Anzahl der Platzierungen unter den ersten zehn (einschließlich Podium)
- Punkteränge: Anzahl der Platzierungen innerhalb der Punkteränge (einschließlich Podium und Top 10)
- Starts: Anzahl gelaufener Rennen in der jeweiligen Disziplin

| Platzierung                               | Einzel | Sprint | Verfolgung | Massenstart | Team | Staffel | Gesamt |
| ----------------------------------------- | ------ | ------ | ---------- | ----------- | ---- | ------- | ------ |
| 1. Platz                                  | 5      |        |            |             |      |         | 5      |
| 2. Platz                                  |        |        |            |             | 1    |         | 1      |
| 3. Platz                                  | 3      |        |            |             | 1    | 1       | 5      |
| Top 10                                    | 9      | 5      |            |             | 3    | 20      | 37     |
| Punkteränge                               | 19     | 15     | 5          |             | 3    | 23      | 65     |
| Starts                                    | 41     | 60     | 18         |             | 3    | 23      | 145    |
| Stand: Karriereende, Daten nicht komplett |        |        |            |             |      |         |        |